# Gramada
Gramada (en búlgaro: Грамада) es una ciudad de Bulgaria en la provincia de Vidin.

## Geografía
Se encuentra a una altitud de 242 m s. n. m. a 191 km de la capital nacional, Sofía.

## Demografía
Según estimación 2012 contaba con una población de 1 241 habitantes.
|         | 2004  | 2005  | 2006  | 2007  | 2008  | 2009  | 2010 |
| Mujeres | 959   | 937   | 906   | 880   | 843   | 834   | 796  |
| Varones | 935   | 908   | 872   | 844   | 817   | 813   | 784  |
| Total   | 1 894 | 1 845 | 1 778 | 1 724 | 1 660 | 1 647 | 1580 |